# Paramonohystera geraerti
Paramonohystera geraerti is een rondwormensoort uit de familie van de Xyalidae. De wetenschappelijke naam van de soort is voor het eerst geldig gepubliceerd in 2000 door Chen & Vincx.